# Nos plus belles années (film, 2020)
Pour les articles homonymes, voir Gli anni più belli (chanson) et Nos plus belles années.
Ne doit pas être confondu avec Nos meilleures années (film).
Pour plus de détails, voir Fiche technique et Distribution.
Nos plus belles années (titre original Gli anni più belli) est un film italien réalisé par Gabriele Muccino et sorti en 2020.
Le film, qui à l'origine devait s'appeler I migliori anni (en français : Les Meilleures Années) a été tourné entre Cinecittà, Rome, Naples et Ronciglione.
Le film suit l'histoire de quatre amis, depuis leur adolescence. Durant quarante ans, de 1980 à 2020, leurs aspirations, leurs succès et leurs échecs sont racontés, en parallèle avec les changements se produisant en Italie et dans le monde ainsi que dans la vie des Italiens.

## Synopsis
À Rome, au début des années 1980, Giulio et Paolo ont 16 ans et toute la vie devant eux. Après une manifestation étudiante mouvementée, Riccardo, le « Survivor », les rejoint, et Gemma, la fille dont Paolo est follement amoureux, rejoint bientôt le trio.
Le quatuor devra survivre à plusieurs événements, à la fois personnels et historiques, en Italie et dans le monde, comme la chute du mur de Berlin, l'opération Mains propres, la « descente sur le terrain » de Berlusconi et l'effondrement des tours jumelles à New York.
Ils devront apprendre que ce qui compte vraiment ce sont « les choses qui nous font nous sentir bien » et que certains amours — ainsi que certaines amitiés — « font d'énormes virages puis reviennent ».

## Fiche technique
- Titre original : Gli anni più belli
- Réalisation : Gabriele Muccino
- Scénario : Gabriele Muccino et Paolo Costella
- Musique : Nicola Piovani
- Pays d'origine :  Italie
- Langue : italien
- Format : Couleur
- Genre : Drame
- Durée : 129 minutes
- Dates de sortie : 
  -  Italie : 15 juillet 2020
  -  France : 29 décembre 2021 (en salles)

## Distribution
- Pierfrancesco Favino : Giulio Ristuccia
- Micaela Ramazzotti : Gemma
- Kim Rossi Stuart : Paolo Incoronato
- Claudio Santamaria : Riccardo Morozzi
- Emma Marrone : Anna
- Nicoletta Romanoff (it) : Margherita Angelucci
- Francesco Acquaroli : Sergio Angelucci
- Francesco Centorame : Giulio Ristuccia adolescent
- Andrea Pittorino (it) : Paolo Incoronato adolescent
- Matteo De Buono : Riccardo Morozzi adolescent
- Alma Noce : Gemma adolescente
- Fabrizio Nardi : le père de Giulio
- Mariano Rigillo (it) : avocat
- Paola Sotgiu : la mère de Paolo
- Elisa Visari : Sveva Ristuccia
- Federica Flavoni : Luisa, la mère de Riccardo

## Production
Dans la bande-son figure la chanson Gli anni più belli de Claudio Baglioni, qui donne le titre au film.
Outre Ettore Scola et Marco Tullio Giordana — dont les œuvres Nous nous sommes tant aimés (1974) et Nos meilleures années sont des inspirations explicites pour le film —, ''Amarcord et 8 1/2 de Federico Fellini sont également cités.

## Sortie

### Accueil critique
En France, le site Allociné recense une moyenne des critiques presse de 3,1/5.